# ATC A10 – Antidiabetikus terápia
Az ATC A10 – Antidiabetikus terápia a gyógyszerek anatómiai, gyógyászati és kémiai osztályozási rendszerének (ATC) egyik alcsoportja.
| ATC A   | Tápcsatorna és anyagcsere                                                      |
| ------- | ------------------------------------------------------------------------------ |
| ATC A01 | Sztomatológiai készítmények                                                    |
| ATC A02 | Gyomorsavval kapcsolatos betegségek kezelésére szolgáló szerek                 |
| ATC A03 | Funkcionális emésztőszervi rendellenességek gyógyszerei                        |
| ATC A04 | Hányáscsillapítók és émelygés elleni szerek                                    |
| ATC A05 | Epe- és májterápia                                                             |
| ATC A06 | Hashajtók                                                                      |
| ATC A07 | Hasmenésgátlók és a bél gyulladásos / fertőzéses megbetegedéseinek gyógyszerei |
| ATC A08 | Fogyasztószerek a diétás készítmények kivételével                              |
| ATC A09 | Digesztívumok, beleértve az enzimeket                                          |
| ATC A10 | Antidiabetikus terápia                                                         |
| ATC A11 | Vitaminok                                                                      |
| ATC A12 | Ásványi sók                                                                    |
| ATC A13 | Roborálószerek                                                                 |
| ATC A14 | Szisztémás anabolikumok                                                        |
| ATC A15 | Étvágyjavítók                                                                  |
| ATC A16 | A tápcsatorna és az anyagcsere egyéb gyógyszerei                               |

## A10A 	Inzulinok és inzulin analógok

### A10AB Gyors hatású inzulinok és inzulin analógok
A10AB01 Insulin (human)
A10AB02 Insulin (beef)
A10AB03 Insulin (pork)
A10AB04 Insulin lispro
A10AB05 Insulin aspart
A10AB06 Insulin glulisine
A10AB30 Combinations

### A10AC 	Intermedier hatástartamú inzulinok
A10AC01 Insulin (human)
A10AC02 Insulin (beef)
A10AC03 Insulin (pork)
A10AC04 Insulin lispro
A10AC30 Combinations

### A10AD Intermedier és gyorshatású inzulinok keverékei
A10AD01 Insulin (human)
A10AD02 Insulin (beef)
A10AD03 Insulin (pork)
A10AD04 Insulin lispro
A10AD05 Insulin aspart
A10AD30 Combinations

### A10AE Hosszú hatástartamú inzulinok
A10AE01 Insulin (human)
A10AE02 Insulin (beef)
A10AE03 Insulin (pork)
A10AE04 Insulin glargine
A10AE05 Insulin detemir
A10AE30 Combinations

## A10B Vércukorszint-csökkentő gyógyszerek az inzulinok kivételével

### A10BABiguanidok
| A10BA01 | Fenformin | Phenformin |                           |
| A10BA02 | Metformin | Metformin  | Metformini hydrochloridum |
| A10BA03 | Buformin  | Buformin   |                           |

### A10BB Szulfonamidok,karbamid-származékok
| A10BB01 | Glibenklamid | Glibenclamide  | Glibenclamidum  |
| A10BB02 | Klorpropamid | Chlorpropamide | Chlorpropamidum |
| A10BB03 | Tolbutamid   | Tolbutamide    | Tolbutamidum    |
| A10BB04 | Glibornurid  | Glibornuride   |                 |
| A10BB05 | Tolazamid    | Tolazamide     |                 |
| A10BB06 | Karbutamid   | Carbutamide    |                 |
| A10BB07 | Glipizid     | Glipizide      |                 |
| A10BB08 | Glikidon     | Gliquidone     |                 |
| A10BB09 | Gliklazid    | Gliclazide     | Gliclazidum     |
| A10BB10 | Metahexamid  | Metahexamide   |                 |
| A10BB11 | Glizoxepid   | Glisoxepide    |                 |
| A10BB12 | Glimepirid   | Glimepiride    | Glimepiridum    |
| A10BB31 | Acetohexamid | Acetohexamide  |                 |

### A10BC Heterociklusos szulfonamidok
A10BC01 Glimidin

### A10BD Orális antidiabetikumok kombinációi
A10BD01  Fenformin és szulfonamidok
A10BD02  Metformin és szulfonamidok
A10BD03  Metformin és roziglitazon
A10BD04  Glimepirid és roziglitazon
A10BD05  Metformin és pioglitazon
A10BD06  Glimepirid és pioglitazon
A10BD07  Metformin és szitagliptin
A10BD08  Metformin és vildagliptin
A10BD09  Pioglitazon és alogliptin
A10BD10  Metformin és szaxagliptin
A10BD11  Metformin és linagliptin
A10BD12  Pioglitazon és szitagliptin
A10BD13  Metformin és alogliptin
A10BD14  Metformin és repaglinid
A10BD15  Metformin és dapagliflozin
A10BD16  Metformin és kanagliflozin
A10BD17  Metformin és akarbóz
A10BD18  Metformin és gemigliptin
A10BD19  Linagliptin és empagliflozin

### A10BF Alfa-glukozidáz gátlók
A10BF01 Acarbose
A10BF02 Miglitol
A10BF03 Voglibose

### A10BG Tiazolidindionok
A10BG01 Troglitazone
A10BG02 Rosiglitazone
A10BG03 Pioglitazone

### A10BH Dipeptidil-peptidáz-4 gátlók
| A10BH01 | Szitagliptin                  | Sitagliptin                   |
| A10BH02 | Vildagliptin                  | Vildagliptin                  |
| A10BH03 | Szaxagliptin                  | Saxagliptin                   |
| A10BH04 | Alogliptin                    | Alogliptin                    |
| A10BH05 | Linagliptin                   | Linagliptin                   |
| A10BH06 | Gemigliptin                   | Gemigliptin                   |
| A10BH51 | Szitagliptin és szimvasztatin | Szitagliptin és szimvasztatin |

### A10BX Egyéb orális vércukorszint-csökkentő gyógyszerek
| A10BX01 | Guargumi      | Guar gum      |                            |
| A10BX02 | Repaglinid    | Repaglinide   | Repaglinidum               |
| A10BX03 | Nateglinid    | Nateglinide   |                            |
| A10BX04 | Exenatid      | Exenatide     |                            |
| A10BX05 | Pramlintid    | Pramlintide   |                            |
| A10BX06 | Benfluorex    | Benfluorex    | Benfluorexi hydrochloridum |
| A10BX07 | Liraglutid    | Liraglutide   |                            |
| A10BX08 | Mitiglinid    | Mitiglinide   |                            |
| A10BX09 | Dapagliflozin | Dapagliflozin |                            |
| A10BX10 | Lixiszenatid  | Lixisenatide  |                            |
| A10BX11 | Kanagliflozin | Canagliflozin |                            |
| A10BX12 | Empagliflozin | Empagliflozin |                            |
| A10BX13 | Albiglutid    | Albiglutide   |                            |

## A10XCukorbetegségelleni egyéb szerek

### A10XAAldóz reduktázinhibitorok
| A10XA01 | Tolresztát | Tolrestat |